# Copa Pan-Americana de Voleibol Feminino de 2019
O Copa Pan-Americana de Voleibol Feminino de 2019 foi a 18ª edição do torneio do torneio organizado pela União Pan-Americana de Voleibol (UPV), em parceria com a NORCECA e CSV, realizado no período de 6 a 14 de julho com as partidas realizadas no Coliseo Gran Chimú EM Trujillo e também no Coliseo Cerrado de Chiclayo na cidade de Chiclayo, ambas cidades peruanas. Onze equipes participaram do torneio.
Os Estados Unidos conquistaram seu sétimo título ao derrotar a República Dominicana na final, e completando o pódio a Colômbia venceu Porto Rico na disputa pelo bronze pela primeira vez. A atleta estadunidense Micha Hancock foi premiada como melhor levantadora e melhor jogadora da competição (MVP).

## Seleções participantes
As seguintes seleções são participantes da Copa Pan-Americana de Voleibol Feminino de 2021:
| Equipe               | Última participação |
| -------------------- | ------------------- |
| Peru                 | (Sede), 8º em 2018  |
| Argentina            | 9º em 2018          |
| Canadá               | 3º em 2018          |
| Colômbia             | 5º em 2018          |
| República Dominicana | 2º em 2018          |
| Guatemala            | 11º em 2009         |
| Cuba                 | 7º em 2018          |
| Porto Rico           | 6º em 2018          |
| México               | 10º em 2018         |
| Trinidad e Tobago    | 11º em 2018         |
| Estados Unidos       | 1º em 2018          |

## Formato da disputa
O torneio é dividido em duas fases: fase classificatória e fase final. Na fase preliminar as 11 equipes participantes dispostas em dois grupos, A e B,  com um sistema de todos contra todos e as equipes foram classificadas de acordo com os seguintes critérios:
1. Maior número de partidas ganhas.
2. Maior número de pontos obtidos, que são concedidos da seguinte forma:
  - Partida com resultado final 3-0: 5 pontos para o vencedor e 0 pontos para o perdedor.
  - Partida com resultado final 3-1: 4 pontos para o vencedor e 1 pontos para o perdedor.
  - Partida com resultado final 3-2: 3 pontos para o vencedor e 2 pontos para o perdedor.
3. Proporção entre pontos ganhos e pontos perdidos (razão de pontos).
4. Proporção entre os sets ganhos e os sets perdidos (relação Sets).
5. Se o empate persistir entre duas equipes, a prioridade é dada à equipe que venceu a última partida entre as equipes envolvidas.
6. Se o empate persistir entre três equipes ou mais, uma nova classificação será feita levando-se em conta apenas as partidas entre as equipes envolvidas.

As primeiras colocadas de cada grupo se garantem automaticamente nas semifinais, a segunda e terceira colocadas  de cada grupo se enfrentam nas quartas de final, já a quarta e quinta colocadas definem as posições de sétimo ao décimo lugar , enquanto a seta colocada finaliza na décima primeira posição. As perdedoras das quartas de finais definem a quinta posição enquanto as vencedoras das quartas de finais enfrentam as já classificadas semifinalistas, em seguida definem o ouro e o bronze.

## Fase classificatória

### Grupo A
|     |                      |     | Jogos | Jogos | Jogos | Resultados | Resultados | Resultados | Resultados | Resultados | Resultados | Sets | Sets | Sets  | Pontos | Pontos | Pontos |
| Pos | Equipe               | Pts | T     | V     | D     | 3–0        | 3–1        | 3–2        | 2–3        | 1–3        | 0–3        | V    | P    | R     | V      | P      | R      |
| --- | -------------------- | --- | ----- | ----- | ----- | ---------- | ---------- | ---------- | ---------- | ---------- | ---------- | ---- | ---- | ----- | ------ | ------ | ------ |
| 1   | República Dominicana | 19  | 5     | 5     | 0     | 2          | 0          | 3          | 0          | 0          | 0          | 15   | 6    | 2.500 | 476    | 392    | 1.214  |
| 2   | Argentina            | 17  | 5     | 4     | 1     | 1          | 1          | 2          | 1          | 0          | 0          | 14   | 8    | 1.750 | 498    | 434    | 1.147  |
| 3   | Canadá               | 19  | 5     | 3     | 2     | 3          | 0          | 0          | 2          | 0          | 0          | 13   | 6    | 2.167 | 435    | 367    | 1.185  |
| 4   | Peru                 | 11  | 5     | 2     | 3     | 2          | 0          | 0          | 0          | 1          | 2          | 7    | 9    | 0.778 | 353    | 325    | 1.086  |
| 5   | Cuba                 | 9   | 5     | 1     | 4     | 1          | 0          | 0          | 2          | 0          | 2          | 7    | 12   | 0.583 | 404    | 414    | 0.976  |
| 6   | Guatemala            | 0   | 5     | 0     | 5     | 0          | 0          | 0          | 0          | 0          | 5          | 0    | 15   | 0.000 | 141    | 375    | 0.376  |

Resultados
| Data   | Hora  |                          | Placar |                         | Set 1 | Set 2 | Set 3 | Set 4 | Set 5 | Total   | Relatório |
| ------ | ----- | ------------------------ | ------ | ----------------------- | ----- | ----- | ----- | ----- | ----- | ------- | --------- |
| 6 jul  | 16:00 | ' Argentina '            | 3–2    | Canadá                  | 25–27 | 25–23 | 25–21 | 23–25 | 19–17 | 117–113 | 117–113   |
| 6 jul  | 18:00 | ' República Dominicana ' | 3–2    | Cuba                    | 23–25 | 19–25 | 29–27 | 25–18 | 15–12 | 111–107 | 111–107   |
| 6 jul  | 20:00 | ' Peru '                 | 3–0    | Guatemala               | 25–9  | 25–8  | 25–9  |       |       | 75–26   | 75–26     |
| 7 jul  | 16:00 | Guatemala                | 0–3    | ' República Dominicana' | 6–25  | 8–25  | 10–25 |       |       | 24–75   | 24-75     |
| 7 jul  | 18:00 | Cuba                     | 0–3    | ' Canadá'               | 19–25 | 21–25 | 22–25 |       |       | 62–75   | 62–75     |
| 7 jul  | 20:00 | Peru                     | 1–3    | ' Argentina'            | 25–18 | 21–25 | 15–25 | 19–25 |       | 80–93   | 80–93     |
| 8 jul  | 16:00 | ' Cuba '                 | 3–0    | Guatemala               | 25–14 | 25–13 | 25–12 |       |       | 75–39   | 75–39     |
| 8 jul  | 18:00 | Argentina                | 2–3    | ' República Dominicana' | 25–17 | 17–25 | 25–21 | 21–25 | 14–16 | 102–104 | 102–104   |
| 8 jul  | 20:00 | Peru                     | 0–3    | ' Canadá'               | 22–25 | 14–25 | 22–25 |       |       | 58–75   | 58–75     |
| 9 jul  | 16:00 | Guatemala                | 0–3    | ' Argentina'            | 12–25 | 14–25 | 7–25  |       |       | 33–75   | 33–75     |
| 9 jul  | 18:00 | República Dominicana     | 3–2    | Canadá                  | 25–18 | 25–27 | 21–25 | 25–14 | 15–13 | 111–97  | 111–97    |
| 9 jul  | 20:00 | Peru                     | 3–0    | Cuba                    | 25–20 | 28–26 | 25–10 |       |       | 78–56   | 78–56     |
| 10 jul | 16:00 | ' Canadá '               | 3–0    | Guatemala               | 25–6  | 25–5  | 25–8  |       |       | 75–19   | 75–19     |
| 10 jul | 18:00 | Cuba                     | 2–3    | ' Argentina'            | 23–25 | 25–20 | 18–25 | 28–26 | 10–15 | 104–111 | 104–111   |
| 10 jul | 20:00 | Peru                     | 0–3    | ' República Dominicana' | 22–25 | 22–25 | 18–25 |       |       | 62–75   | 62–75     |

### Grupo B
|     |                   |     | Jogos | Jogos | Jogos | Resultados | Resultados | Resultados | Resultados | Resultados | Resultados | Sets | Sets | Sets   | Pontos | Pontos | Pontos |
| Pos | Equipe            | Pts | T     | V     | D     | 3–0        | 3–1        | 3–2        | 2–3        | 1–3        | 0–3        | V    | P    | R      | V      | P      | R      |
| --- | ----------------- | --- | ----- | ----- | ----- | ---------- | ---------- | ---------- | ---------- | ---------- | ---------- | ---- | ---- | ------ | ------ | ------ | ------ |
| 1   | Estados Unidos    | 19  | 4     | 4     | 0     | 3          | 1          | 0          | 0          | 0          | 0          | 12   | 1    | 12.000 | 325    | 231    | 1.407  |
| 2   | Porto Rico        | 15  | 4     | 3     | 1     | 2          | 1          | 0          | 0          | 1          | 0          | 10   | 4    | 2.500  | 333    | 271    | 1.229  |
| 3   | Colômbia          | 11  | 4     | 2     | 2     | 2          | 0          | 0          | 0          | 1          | 1          | 7    | 6    | 1.167  | 297    | 231    | 1.286  |
| 4   | México            | 5   | 4     | 1     | 3     | 1          | 0          | 0          | 0          | 0          | 3          | 3    | 9    | 0.333  | 202    | 259    | 0.780  |
| 5   | Trinidad e Tobago | 0   | 4     | 0     | 4     | 0          | 0          | 0          | 0          | 0          | 4          | 0    | 12   | 0.000  | 135    | 300    | 0.450  |

Resultados
| Data   | Hora  |                    | Placar |                   | Set 1 | Set 2 | Set 3 | Set 4 | Set 5 | Total  | Relatório |
| ------ | ----- | ------------------ | ------ | ----------------- | ----- | ----- | ----- | ----- | ----- | ------ | --------- |
| 6 jul  | 16:00 | ' México '         | 3–0    | Trinidad e Tobago | 25–15 | 25–12 | 25–7  |       |       | 75–34  | 75–34     |
| 6 jul  | 18:00 | Colômbia           | 0–3    | ' Estados Unidos' | 18–25 | 18–25 | 21–25 |       |       | 57–75  | 57–75     |
| 7 jul  | 18:00 | Trinidad e Tobago  | 0–3    | ' Estados Unidos' | 14–25 | 15–25 | 13–25 |       |       | 42–75  | 42–75     |
| 7 jul  | 20:00 | ' Porto Rico '     | 3–1    | Colômbia          | 25–21 | 26–24 | 23–25 | 25–20 |       | 99–90  | 99–90     |
| 8 jul  | 16:00 | Trinidad e Tobago  | 0–3    | ' Porto Rico'     | 9–25  | 13–25 | 13–25 |       |       | 35–75  | 35–75     |
| 8 jul  | 18:00 | ' Estados Unidos ' | 3–0    | México            | 25–11 | 25–18 | 25–19 |       |       | 75–48  | 75–48     |
| 9 jul  | 16:00 | Trinidad e Tobago  | 0–3    | ' Colômbia'       | 8–25  | 8–25  | 8–25  |       |       | 24–75  | 24–75     |
| 9 jul  | 18:00 | México             | 0–3    | ' Porto Rico'     | 16–25 | 21–25 | 9–25  |       |       | 46–75  | 46–75     |
| 10 jul | 16:00 | ' Colômbia '       | 3–0    | México            | 25–8  | 25–11 | 25–14 |       |       | 75–33  | 75–33     |
| 10 jul | 18:00 | ' Estados Unidos ' | 3–1    | Porto Rico        | 25–18 | 25–20 | 25–27 | 25–19 |       | 100–84 | 100–84    |

## Fase final

### Chaveamento final
|  | Quartas de finais | Quartas de finais | Quartas de finais |  |  | Semifinais | Semifinais           | Semifinais |  |  | Final    | Final                | Final    |
|  |                   |                   |                   |  |  |            |                      |            |  |  |          |                      |          |
|  |                   |                   |                   |  |  | B1         | Estados Unidos       | 3          |  |  |          |                      |          |
|  | A2                | Argentina         | 0                 |  |  | B3         | Colômbia             | 0          |  |  |          |                      |          |
|  | B3                | Colômbia          | 3                 |  |  |            |                      |            |  |  | B1       | Estados Unidos       | 3        |
|  |                   |                   |                   |  |  |            |                      |            |  |  | A1       | República Dominicana | 0        |
|  |                   |                   |                   |  |  | A1         | República Dominicana | 3          |  |  |          |                      |          |
|  | B2                | Porto Rico        | 3                 |  |  | B2         | Porto Rico           | 1          |  |  | 3° lugar | 3° lugar             | 3° lugar |
|  | C3                | Canadá            | 1                 |  |  |            |                      |            |  |  | B3       | Colômbia             | 3        |
|  |                   |                   |                   |  |  |            |                      |            |  |  | B2       | Porto Rico           | 0        |

### 5°– 6° lugares
|  | 5° lugar |           |   |
|  |          |           |   |
|  | A3       | Canadá    | 1 |
|  | A2       | Argentina | 3 |

### 7°– 10° lugares
|  | Classificação 7–10 | Classificação 7–10 | Classificação 7–10 |  |  | 7° lugar | 7° lugar          | 7° lugar |
|  |                    |                    |                    |  |  |          |                   |          |
|  | B4                 | México             | 0                  |  |  |          |                   |          |
|  | A5                 | Cuba               | 3                  |  |  |          |                   |          |
|  |                    |                    |                    |  |  | A5       | Cuba              | 0        |
|  |                    |                    |                    |  |  | A4       | Peru              | 3        |
|  | A4                 | Peru               | 3                  |  |  |          |                   |          |
|  | B5                 | Trinidad e Tobago  | 0                  |  |  | 9° lugar | 9° lugar          | 9° lugar |
|  |                    |                    |                    |  |  | B4       | México            | 3        |
|  |                    |                    |                    |  |  | B5       | Trinidad e Tobago | 0        |

### Classificação do 7° ao 10° lugares
| Data   | Hora  |          | Placar |                   | Set 1 | Set 2 | Set 3 | Set 4 | Set 5 | Total | Relatório |
| ------ | ----- | -------- | ------ | ----------------- | ----- | ----- | ----- | ----- | ----- | ----- | --------- |
| 12 jul | 18:00 | México   | 0–3    | ' Cuba'           | 15-25 | 23-25 | 16-25 |       |       | 54–0  | 54–75     |
| 12 jul | 20:00 | ' Peru ' | 3–0    | Trinidad e Tobago | 25–15 | 25–10 | 25–14 |       |       | 75–39 | 75–39     |

### Quartas de final
| Data   | Hora  |                | Placar |             | Set 1 | Set 2 | Set 3 | Set 4 | Set 5 | Total | Relatório |
| ------ | ----- | -------------- | ------ | ----------- | ----- | ----- | ----- | ----- | ----- | ----- | --------- |
| 12 jul | 18:00 | ' Porto Rico ' | 3–1    | Canadá      | 30-28 | 13-25 | 27-25 | 26-24 |       | 96–0  | 96–102    |
| 12 jul | 20:00 | Argentina      | 0–3    | ' Colômbia' | 16–25 | 16–25 | 19–25 |       |       | 51–75 | 51–75     |

### Nono lugar
| Data   | Hora  |            | Placar |                   | Set 1 | Set 2 | Set 3 | Set 4 | Set 5 | Total | Relatório |
| ------ | ----- | ---------- | ------ | ----------------- | ----- | ----- | ----- | ----- | ----- | ----- | --------- |
| 13 jul | 18:00 | ' México ' | 3–0    | Trinidad e Tobago | 25-17 | 25-13 | 25-8  |       |       | 75–0  | 75-38     |

### Sétimo lugar
| Data   | Hora  |      | Placar |         | Set 1 | Set 2 | Set 3 | Set 4 | Set 5 | Total | Relatório |
| ------ | ----- | ---- | ------ | ------- | ----- | ----- | ----- | ----- | ----- | ----- | --------- |
| 13 jul | 20:00 | Cuba | 0–3    | ' Peru' | 25-17 | 25-13 | 25-8  |       |       | 75–0  | 53–75     |

### Quinto lugar
| Data   | Hora  |            | Placar |           | Set 1 | Set 2 | Set 3 | Set 4 | Set 5 | Total | Relatório |
| ------ | ----- | ---------- | ------ | --------- | ----- | ----- | ----- | ----- | ----- | ----- | --------- |
| 13 jul | 16:00 | ' Canadá ' | 3–1    | Argentina | 20-25 | 23-25 | 26-24 | 20-25 |       | 89–0  | 89–99     |

### Semifinais
| Data   | Hora  |                          | Placar |            | Set 1 | Set 2 | Set 3 | Set 4 | Set 5 | Total | Relatório |
| ------ | ----- | ------------------------ | ------ | ---------- | ----- | ----- | ----- | ----- | ----- | ----- | --------- |
| 13 jul | 18:00 | ' Estados Unidos '       | 3–0    | Colômbia   | 25-17 | 25-14 | 25-15 |       |       | 75–0  | 75–46     |
| 13 jul | 20:00 | ' República Dominicana ' | 3–1    | Porto Rico | 25-16 | 25-20 | 27-29 | 25-20 |       | 102–0 | 102–85    |

### Terceiro lugar
| Data   | Hora  |              | Placar |            | Set 1 | Set 2 | Set 3 | Set 4 | Set 5 | Total | Relatório |
| ------ | ----- | ------------ | ------ | ---------- | ----- | ----- | ----- | ----- | ----- | ----- | --------- |
| 14 jul | 14:00 | ' Colômbia ' | 3–0    | Porto Rico | 25-21 | 25-19 | 25-21 |       |       | 75–0  | 75–61     |

### Final
| Data   | Hora  |                | Placar |                      | Set 1 | Set 2 | Set 3 | Set 4 | Set 5 | Total | Relatório |
| ------ | ----- | -------------- | ------ | -------------------- | ----- | ----- | ----- | ----- | ----- | ----- | --------- |
| 14 jul | 16:00 | Estados Unidos | 3–0    | República Dominicana | 25–16 | 25–21 | 29–27 |       |       | 79–64 | P2P3      |